# El Desvilar de Sant Bertomeu Sesgorgues
El Desvilar de Sant Bertomeu Sesgorgues és una masia de Tavertet (Osona) declarada Bé Cultural d'Interès Nacional.

## Descripció
Masia de planta rectangular coberta a dues vessants i amb el carener perpendicular a la façana, la qual es troba orientada a migdia. Presenta un portal d'arc de mig punt adovellat a la planta baixa, al primer pis una finestra al centre, amb un petit escut per sobre, i una altra finestra a la dreta, i al segon pis dos finestres més, una gran allindada al centre i altre petita d'arc de mig punt a la dreta. A la part esquerra de la façana hi ha adossat un cos de porxos, amb corrals a la planta i galeries al primer i segon pis, les quals són sostingudes per un pilar de pedra central i baranes de fusta. A tramuntana hi ha una finestra conopial i un portal motllurat. La casa està envoltada per construccions agrícoles. Es construïda en pedra.
La masoveria és de planta rectangular amb coberta a doble vessant i el carener perpendicular a la façana la qual es troba orientada a migdia. L'edifici està assentat sobre la roca viva. A la façana principal hi ha el portal que té a la llinda la data 1798 i un relleu decoratiu; a la dreta hi ha altre portal d'arc de mig punt adovellat i al primer pis hi ha una finestra i un balconet. A tramuntana no hi ha cap obertura i a la resta de murs hi ha poques finestres. Davant de la casa es conserven els cairons de l'antiga lliça. Està construïda amb pedra unida amb morter. Ha tingut diverses fases constructives i actualment es fa servir com a habitatge.

## Història
Antic mas, que guarda documentació des del segle xi (1072) on parla de la parròquia de Sant Bartomeu Sesgorgues. Els Desvilar posseïren terres en alou fiscal, inicialment, es considerava demarcació del Castell de Cabrera fins que es constituí com a quadra autònoma almenys des del segle xiii. Abans del despoblament del segle xiv i XV, la parròquia constava de prop de quinze masos entre els quals hi figura Desvilar. En el fogatge de 1553, aquest mas no hi consta, la qual cosa fa suposar que degué quedar despoblat amb la pesta. Al segle xvii, a jutjar per les dades constructives, devia tornar estar habitat i reformat i ampliat. Al segle xix, els propietaris de Desvilar varen cedir uns terrenys en erigir-se la rectoria de Sant Bartomeu Sesgorgues.